# Storbritanniens Grand Prix 1978
Storbritanniens Grand Prix 1978 var det tionde av 16 lopp ingående i formel 1-VM 1978.

## Resultat

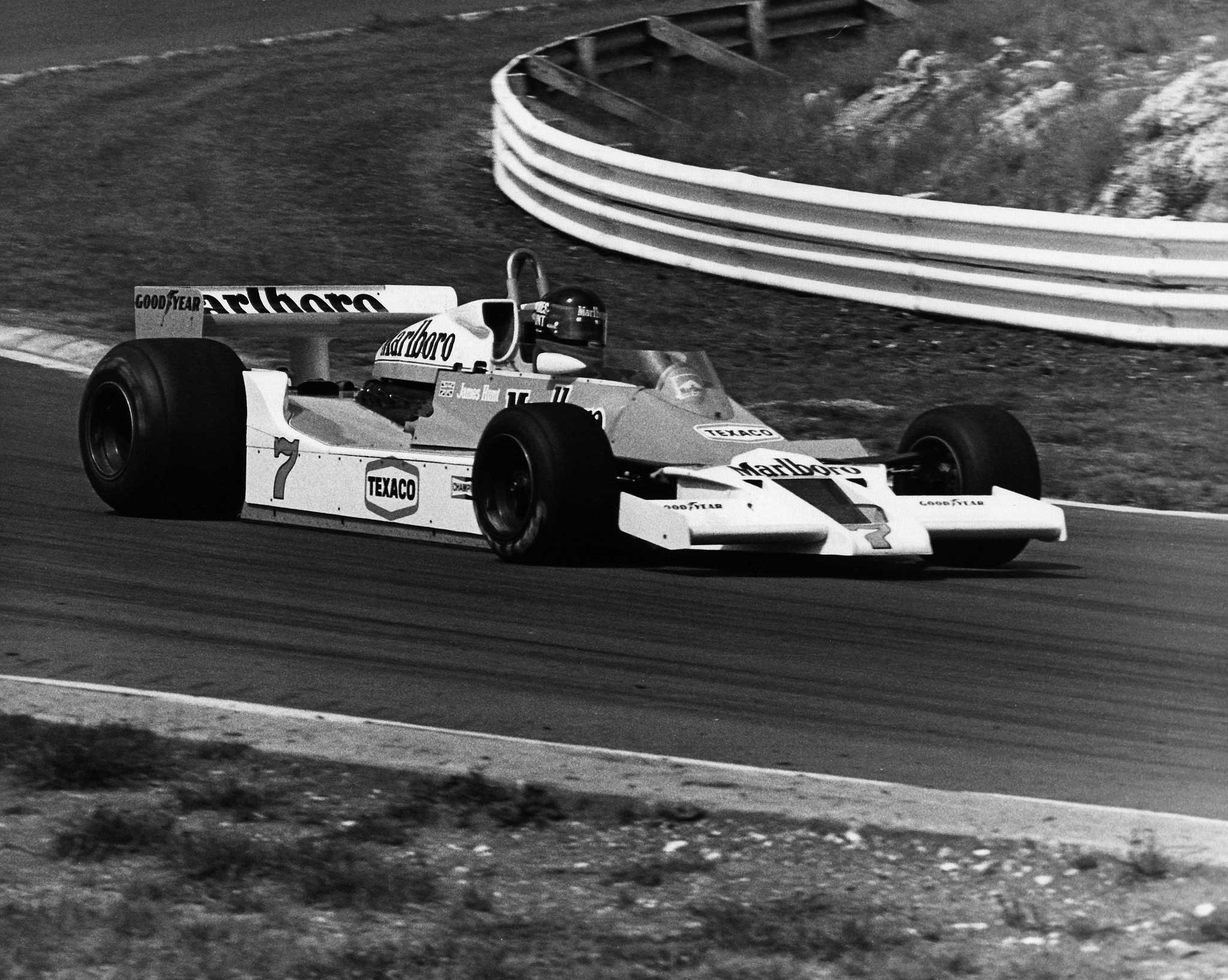
James Hunt i sin McLaren M26

1. Carlos Reutemann, Ferrari, 9 poäng
2. Niki Lauda, Brabham-Alfa Romeo, 6
3. John Watson, Brabham-Alfa Romeo, 4
4. Patrick Depailler, Tyrrell-Ford, 3
5. Hans-Joachim Stuck, Shadow-Ford, 2
6. Patrick Tambay, McLaren-Ford, 1
7. Bruno Giacomelli, McLaren-Ford
8. Brett Lunger, BS Fabrications (McLaren-Ford)
9. Vittorio Brambilla, Surtees-Ford
10. Jacques Laffite, Ligier-Matra

### Förare som bröt loppet
- Jochen Mass, ATS-Ford (varv 66, för få varv)
- Keke Rosberg, ATS-Ford (59, upphängning)
- Clay Regazzoni, Shadow-Ford (49, växellåda)
- Jean-Pierre Jabouille, Renault (46, turbo)
- Riccardo Patrese, Arrows-Ford (40, upphängning)
- Didier Pironi, Tyrrell-Ford (40, växellåda)
- Jody Scheckter, Wolf-Ford (36, växellåda)
- Emerson Fittipaldi, Fittipaldi-Ford (32, motor)
- Arturo Merzario, Merzario-Ford (32, bränslesystem)
- Derek Daly, Ensign-Ford (30, hjul)
- Mario Andretti, Lotus-Ford (28, motor)
- Alan Jones, Williams-Ford (26, transmission)
- Gilles Villeneuve, Ferrari (19, transmission)
- Hector Rebaque, Rebaque (Lotus-Ford) (15, växellåda)
- James Hunt, McLaren-Ford (8, olycka)
- Ronnie Peterson, Lotus-Ford (6, bränslesystem)

### Förare som ej kvalificerade sig
- Rupert Keegan, Surtees-Ford
- Rolf Stommelen, Arrows-Ford
- Geoff Lees, Mario Deliotti Racing (Ensign-Ford)
- Tony Trimmer, Melchester Racing (McLaren-Ford)